# Römisches Brandgräberfeld Badem
Koordinaten: 50° 0′ 36″ N, 6° 37′ 16″ O
Das Römische Brandgräberfeld Badem ist ein römisches Grabfeld in der Ortsgemeinde Badem im Eifelkreis Bitburg-Prüm in Rheinland-Pfalz.

## Beschreibung
Es handelt sich um zahlreiche römische Grabgruben. Das Grabfeld befindet sich nordöstlich von Badem.
Die Brandgräber lassen sich in die Zeit zwischen dem 1. und 2. Jahrhundert n. Chr. einordnen und zählen somit zur Epoche der Kelten und Römer.

## Archäologische Befunde

### Brandgräberfeld 1
Die römischen Brandgräber wurden im Jahr 1921 bei Rodungsarbeiten entdeckt. Eine Besichtigung durch Mitarbeiter des Rheinischen Landesmuseums Trier ergab, dass es sich um rund 30 Gräber handelt. Alle folgen einem ähnlichen Aufbau. Es handelt sich um schlichte Gruben, die mit Steinplatten umstellt wurden. Des Weiteren fand man bei den Untersuchungen zwei Aschekisten und einen Abdeckstein. Auch einige Beigaben konnten beobachtet werden. Hierzu zählt vor allem frührömisches Material aus der Zeit des Kaiser Augustus.

### Brandgräberfeld 2
Im Jahre 1934 wurden weitere Rodungsarbeiten auf der anderen Seite des Waldes durchgeführt. Hierbei kam es erneut zur Zerstörung von Brandgräbern. Man entdeckte zwölf Gräber und konnte noch vier ungestörte Bestattungen sichern. Die Grabgruben sind in diesem Feld von geringer Größe (45 × 85 cm) und wurden mit Kalksteinplatten ausgekleidet. Anders als beim ersten Grabfeld konnten hier umfangreiche Beigaben gefunden werden. Man entdeckte ein vierhenkeliges Glasgefäß, das Unterteil einer Tonamphore und zwei Sigillata-Schalen.

## Erhaltungszustand und Denkmalschutz
Die Rodungsarbeiten von 1921 und 1934 führten zur Zerstörung der Brandgräber, da man sie zu spät entdeckte. Heute befinden sich an diesen Stellen landwirtschaftlich genutzte Ackerflächen. Lediglich die vier ungestörten Bestattungen aus Grabfeld 2 sind erhalten.
Die Gräberfelder sind als eingetragenes Kulturdenkmal im Sinne des Denkmalschutzgesetzes des Landes Rheinland-Pfalz (DSchG) unter besonderen Schutz gestellt. Nachforschungen und gezieltes Sammeln von Funden sind genehmigungspflichtig, Zufallsfunde an die Denkmalbehörden zu melden.